# Foro Cívico (República Centroafricana)
Foro Cívico (República Centroafricana) (FC; en francés: Forum civique) es un partido político conservador existente en la República Centroafricana.
Fundado en 1993, su líder Timothée Malendoma se presentó como candidato a las elecciones presidenciales de 1993, donde obtuvo 2,07% de los votos.
En las elecciones legislativas de ese mismo, el Foro Cívico logró 1 solo escaño, el de su fundador. En los comicios siguientes (1998), mantuvo Malendoma el escaño parlamentario, formando parte de la Unión de Fuerzas por la Paz (UFAP), coalición de oposición al régimen de Ange-Félix Patassé.